# Sveti Jurij v Slovenskih goricah község
Sveti Jurij v Slovenskih goricah  község Északkelet-Szlovéniában. A történelem során e terület részét képezte Alsó-Stájerországnak. Jelenleg a Podravska statisztikai régió közigazgatási régióhoz tartozik, adminisztratív központja Jurovski Dol település. A település 2006 óta önálló község, ám addig Lenart község része volt. Lakosainak száma 2096 fő (2020. július 1.).

## Nevének eredete
Sveti Jurij v Slovenskih goricah nevének jelentése "Szent György a Szlovén-dombságon".

## Temploma
A Szent György tiszteletére emelt templom a Maribori főegyházmegyéhez tartozik.

## A községhez tartozó települések
A községhez Jurovski Dol székhelyen kívül a következő települések tartoznak:
- Malna
- Spodnji Gasteraj
- Srednji Gasteraj
- Varda
- Zgornje Partinje
- Zgornji Gasteraj
- Žitence

## Népesség
| Lakosok száma | 2113 | 2133 | 2103 | 2097 | 2087 | 2079 | 2088 | 2079 | 2083 | 2096 |
|               | 2008 | 2009 | 2011 | 2012 | 2013 | 2015 | 2016 | 2017 | 2019 | 2020 |

## Fordítás
- Ez a szócikk részben vagy egészben  a   Sveti Jurij v Slovenskih goricah című angol Wikipédia-szócikk ezen változatának fordításán alapul.  Az eredeti cikk szerkesztőit annak laptörténete sorolja fel. Ez a jelzés csupán a megfogalmazás eredetét és a szerzői jogokat jelzi, nem szolgál a cikkben szereplő információk forrásmegjelöléseként.